# Saalekreis
Saalekreis – powiat w niemieckim kraju związkowym Saksonia-Anhalt. Powstał po połączeniu się 1 lipca 2007 powiatów Saalkreis i Landkreis Merseburg-Querfurt. Siedzibą powiatu jest Merseburg.

## Podział administracyjny
Powiat składa się z:
- dziewięciu gmin miejskich (Stadt)
- pięciu gmin samodzielnych (Einheitsgemeinde)
- jednej gminy związkowej (Verbandsgemeinde)

Gminy miejskie:
| Lp. | Nazwa gminy miejskiej | Ludność (31.12.2009) | Powierzchnia km² |
| --- | --------------------- | -------------------- | ---------------- |
| 1   | Bad Dürrenberg        | 12.481               | 36,13            |
| 2   | Bad Lauchstädt        | 9.342                | 85,36            |
| 3   | Braunsbedra           | 12.077               | 74,34            |
| 4   | Landsberg             | 15.624               | 124,74           |
| 5   | Leuna                 | 14.552               | 86,70            |
| 6   | Merseburg             | 35.742               | 54,73            |
| 7   | Mücheln (Geiseltal)   | 9.487                | 98,60            |
| 8   | Querfurt              | 11.994               | 155,23           |
| 9   | Wettin-Löbejün        | 10.934               | 126,91           |

Gminy samodzielne:
| Lp. | Nazwa gminy samodzielnej | Ludność (31.12.2009) | Powierzchnia km² |
| --- | ------------------------ | -------------------- | ---------------- |
| 1   | Kabelsketal              | 9.025                | 50,96            |
| 2   | Petersberg               | 10.518               | 102,68           |
| 3   | Salzatal                 | 12.759               | 109,38           |
| 4   | Schkopau                 | 11.516               | 99,72            |
| 5   | Teutschenthal            | 14.307               | 90,60            |

Gminy związkowe:
| Lp. | Nazwa gminy związkowej | Ludność (31.12.2009) | Powierzchnia km² | Liczba gmin |
| --- | ---------------------- | -------------------- | ---------------- | ----------- |
| 1   | Weida-Land             | 8.667                | 136,42           | 6           |

## Zmiany terytorialne
- 1 stycznia 2008
- Rozwiązanie miasta Schafstädt oraz gmin Delitz am Berge i Klobikau, przyłączenie terenu do Bad Lauchstädt
- 1 lipca 2008
- Rozwiązanie gminy Dößel, przyłączenie terenu do Wettin
- Rozwiązanie gminy Oebles-Schlechtewitz, przyłączenie terenu do Bad Dürrenberg
- 1 stycznia 2009
- Rozwiązanie gminy Beuna (Geiseltal), przyłączenie terenu do Merseburg
- 31 grudnia 2009
  - Przyłączenie gmin Friedensdorf, Kreypau, Kötzschau, Rodden, Kötschlitz, Zweimen, Horburg-Maßlau, Günthersdorf, Zöschen i Spergau do miasta Leuna
  - Przyłączenie gminy Wallendorf (Luppe) do Schkopau
- 1 stycznia 2010
  - Przyłączenie gminy Milzau do Bad Lauchstädt
  - Przyłączenie gminy Albersroda do Steigra
  - Przyłączenie gminy Alberstedt do Farnstädt
  - Przyłączenie gminy Esperstedt do Obhausen
  - Przyłączenie gmin Niemberg, Oppin i Schwerz do Landsberg
  - Przyłączenie gminy Geusa do miasta Merseburg
  - Połączenie gmin Beesenstedt, Bennstedt, Fienstedt, Höhnstedt, Kloschwitz, Lieskau, Salzmünde, Schochwitz i Zappendorf w gminę Salzatal
  - Przyłączenie gmin Nempitz i Tollwitz do miasta Bad Dürrenberg
  - Przyłączenie gmin Brachstedt, Götschetal, Krosigk, Kütten, Morl i Ostrau do Petersberga
  - Przyłączenie gminy Oechlitz do Mücheln (Geiseltal)
  - Przyłączenie gmin Dornstedt, Langenbogen, Steuden do Teutschenthal
- 20 kwietnia 2010
  - Przyłączenie gminy Braschwitz do Landsberg
- 1 września 2010
  - Przyłączenie Angersdorf do Teutschenthal
  - Przyłączenie Peißen do Landsberg
- 1 stycznia 2011
  - Połączenie miast Löbejün i Wettin oraz gmin Brachwitz, Döblitz, Gimritz, Nauendorf, Neutz-Lettewitz, Plötz, Rothenburg należących do wspólnoty administracyjnej Saalkreis Nord w miasto Wettin-Löbejün.